# Isao Cárdenas
Isao Alfonso Cárdenas Meléndez (* 11. prosince 1988 Santiago de Cuba) je původem kubánský zápasník – judista, který od roku 2010 reprezentuje Mexiko.

## Sportovní kariéra
S judem začal v 8 letech v rodném Santiago de Cuba pod vedením svého otce Alfonsa. Jeho otec později odjel z Kuby do Mexika připravovat mexické judisty pro vrcholné sportovní akce. V roce 2008 přijel společně se sourozenci za svým otcem a od roku 2010 reprezentuje Mexiko. Žije v Guadalajaře, ale vrcholově se připravuje v Ciudad de México ve sportovním tréninkovém centru CONADE. V mexické mužské reprezentaci startoval od roku 2010 ve střední váze do 90 kg. V roce 2012 a 2016 se na olympijské hry nekvalifikoval. Od roku 2017 startuje ve vyšší polotěžké váze do 100 kg.

### Vítězství na mezinárodních turnajích
- 2014 - 1× světový pohár (Santiago)
- 2018 - 1× světový pohár (Buenos Aires)

## Výsledky
| Turnaj                  | 2010         | 2011         | 2012         | 2013         | 2014         | 2015         | 2016         | 2017      | 2018      | 2019      |
| Turnaj                  | 22           | 23           | 24           | 25           | 26           | 27           | 28           | 29        | 30        | 31        |
| Turnaj                  | střední váha | střední váha | střední váha | střední váha | střední váha | střední váha | střední váha | polotěžká | polotěžká | polotěžká |
| ----------------------- | ------------ | ------------ | ------------ | ------------ | ------------ | ------------ | ------------ | --------- | --------- | --------- |
| Olympijské hry          |              |              | —            |              |              |              | —            |           |           |           |
| Mistrovství světa       | —            | úč.          |              | —            | úč.          | úč.          |              | —         | —         |           |
| Panamerické hry         |              | 3.           |              |              |              | 3.           |              |           |           |           |
| Panamerické mistrovství | úč.          | 5.           | —            | 7.           | úč.          | 7.           | 5.           | —         | úč.       | 7.        |
| Středoamerické a k. hry | 1.           |              |              |              | 1.           |              |              |           | —         |           |